# Història del judaisme al Marroc
Els jueus marroquins constitueixen una comunitat antiga encara existent en l'actualitat. Abans de la fundació d'Israel el 1948 hi havia entre 250.000 i 350.000 jueus al país, que van donar al Marroc la comunitat jueva més gran del món islàmic. Actualment, però, després de dècades d'emigració constant, especialment a Israel, hi romanen menys de 2.500 jueus. La història de les darreres dècades ha estat marcada per greus episodis de discriminació com els disturbis antisemites a Oujda i Jerada de 1948 i pels conflictes entre Israel i el món àrab com la Guerra dels Sis Dies.
Els jueus del Marroc, originàriament parlants de l'amazic, l'àrab judeomarroquí o la llengua judeocastellana, van ser els primers del país a adoptar el francès i, a diferència de la població general, aquesta segueix sent la llengua principal (i en molts casos l'exclusiva) dels membres de la comunitat jueva al Marroc.

## Història

### Sota domini romà
A mesura que el cristianisme fou adoptat per l'Imperi Romà el Concili de Cartago va adoptar polítiques que discriminaven els partidaris del judaisme. L'edicte de Justinià sobre la persecució al nord d'Àfrica, emès després que el govern vàndal havia estat enderrocat i Mauretània havia estat sota el domini dels romans d'Orient (534), fou dirigit contra els jueus, així com els arians, els donatistes i altres dissidents.